# 2014年のインディカー・シリーズ
2014年のインディカー・シリーズ (2014 Verizon IndyCar Series) は、インディカー・シリーズの19年目のシーズンとなる。第98回インディアナポリス500マイルレースはシリーズ5戦目として5月25日に開催された。スコット・ディクソンとシボレーがディフェンディングチャンピオンとしてシーズンを戦う。
2014年シーズンは11名がそれぞれ優勝を果たした。これは2000年および2001年シーズンと並ぶ。最終戦までにウィル・パワーがエリオ・カストロネベスに51ポイント差でシリーズをリードしていた。最終戦ではライアン・ハンター＝レイのスピンで黄旗が提示され、パワーは9位でフィニッシュ、一方のカストロネベス - ピットヴァイオレーションでペナルティが与えられた - は14位でフィニッシュした。この結果、パワーは自身初のタイトルを2位に62ポイント差で獲得、チーム・ペンスキーにとっては2006年にサム・ホーニッシュ・ジュニアが獲得して以来のタイトルとなった。マニファクチャラーズタイトルはシボレーが前年に引き続いて防衛した。

## 参戦チーム・ドライバー
- シャシーはダラーラDW12「インディカー・セーフティ・セル」シャシーにダラーラのエアロキットを組み込んだワンメイク。タイヤはファイアストンのワンメイク。2012年12月21日にファイアストンはインディカーへのタイヤ供給契約を5年延長することとなった。ファイアストンは2018年まで公式サプライヤーとしてタイヤを供給する[2]。2012年シーズン前に結ばれたエンジンリース契約は2014年シーズン前に更新されるが、大半が発表されていない。以下のリストは確認された物と、2014年シーズンの契約が存在している物を表記する[3]。

- (R) - ルーキー

| チーム                                              | エンジン | No. | ドライバー                   | 出場ラウンド              | 備考                                                        |
| --------------------------------------------------- | -------- | --- | ---------------------------- | ------------------------- | ----------------------------------------------------------- |
| A.J.フォイト・エンタープライズ                      | ホンダ   | 14  | 佐藤琢磨                     | 全戦                      |                                                             |
| A.J.フォイト・エンタープライズ                      | ホンダ   | 41  | マーティン・プロウマン (R)   | 4-5                       |                                                             |
| アンドレッティ・オートスポーツ                      | ホンダ   | 25  | マルコ・アンドレッティ       | 全戦                      |                                                             |
| アンドレッティ・オートスポーツ                      | ホンダ   | 26  | フランク・モンタニー (R)     | 4                         |                                                             |
| アンドレッティ・オートスポーツ                      | ホンダ   | 26  | カート・ブッシュ (R)         | 5                         |                                                             |
| アンドレッティ・オートスポーツ                      | ホンダ   | 27  | ジェームズ・ヒンチクリフ     | 全戦                      | インディ500のプラクティスは負傷のためE.J.ヴィソと交代した。 |
| アンドレッティ・オートスポーツ                      | ホンダ   | 28  | ライアン・ハンター＝レイ     | 全戦                      |                                                             |
| アンドレッティ・オートスポーツ                      | ホンダ   | 34  | カルロス・ムニョス (R)       | 全戦                      |                                                             |
| ブライアン・ハータ・オートスポーツ                  | ホンダ   | 98  | ジャック・ホークワース (R)   | 全戦                      |                                                             |
| チップ・ガナッシ・レーシング                        | シボレー | 8   | ライアン・ブリスコー         | 全戦                      |                                                             |
| チップ・ガナッシ・レーシング                        | シボレー | 9   | スコット・ディクソン         | 全戦                      |                                                             |
| チップ・ガナッシ・レーシング                        | シボレー | 10  | トニー・カナーン             | 全戦                      |                                                             |
| チップ・ガナッシ・レーシング                        | シボレー | 83  | チャーリー・キンボール       | 全戦                      |                                                             |
| デイル・コイン・レーシング                          | ホンダ   | 18  | カルロス・ウエルタス (R)     | 全戦                      |                                                             |
| デイル・コイン・レーシング                          | ホンダ   | 19  | ジャスティン・ウィルソン     | 全戦                      |                                                             |
| デイル・コイン・レーシング                          | ホンダ   | 63  | ピッパ・マン                 | 5                         |                                                             |
| ドレイヤー & レインボールド・キングダム・レーシング | シボレー | 22  | セージ・カラム (R)           | 5                         | チップ・ガナッシ・レーシングとジョイント                    |
| エド・カーペンター・レーシング                      | シボレー | 20  | マイク・コンウェイ           | 1-4, 6-7, 9-10, 13-15, 17 |                                                             |
| エド・カーペンター・レーシング                      | シボレー | 20  | エド・カーペンター           | 5, 8, 11-12, 16, 18       |                                                             |
| エド・カーペンター・レーシング                      | シボレー | 21  | J.R.ヒルデブランド           | 5                         |                                                             |
| KVレーシング・テクノロジー                          | シボレー | 6   | タウンゼント・ベル           | 5                         |                                                             |
| KVレーシング・テクノロジー                          | シボレー | 11  | セバスチャン・ボーデ         | 全戦                      |                                                             |
| KVレーシング・テクノロジー                          | シボレー | 17  | セバスチャン・サーベドラ     | 全戦                      | AFSレーシングとジョイント                                   |
| KVレーシング・テクノロジー                          | シボレー | 33  | ジェームズ・ディヴィソン (R) | 5                         |                                                             |
| ラジアー・パートナーズ・レーシング                  | シボレー | 91  | バディ・ラジアー             | 5                         |                                                             |
| レイホール・レターマン・ラニガン・レーシング        | ホンダ   | 15  | グラハム・レイホール         | 全戦                      |                                                             |
| レイホール・レターマン・ラニガン・レーシング        | ホンダ   | 16  | オリオール・セルビア         | 2-5                       |                                                             |
| レイホール・レターマン・ラニガン・レーシング        | ホンダ   | 16  | ルカ・フィリッピ (R)         | 9-10, 13-14               |                                                             |
| サラ・フィッシャー・ハートマン・レーシング          | ホンダ   | 67  | ジョセフ・ニューガーデン     | 全戦                      |                                                             |
| サラ・フィッシャー・ハートマン・レーシング          | ホンダ   | 68  | アレックス・タグリアーニ     | 5                         |                                                             |
| シュミット・ピーターソン・モータースポーツ          | ホンダ   | 5   | ジャック・ヴィルヌーヴ       | 5                         | チーム・ペルフレイとジョイント                              |
| シュミット・ピーターソン・モータースポーツ          | ホンダ   | 7   | ミハイル・アリョーシン (R)   | 全戦                      | SMPレーシングとジョイント                                   |
| シュミット・ピーターソン・モータースポーツ          | ホンダ   | 77  | サイモン・パジェノ           | 全戦                      |                                                             |
| チーム・ペンスキー                                  | シボレー | 2   | ファン・パブロ・モントーヤ   | 全戦                      |                                                             |
| チーム・ペンスキー                                  | シボレー | 3   | エリオ・カストロネベス       | 全戦                      |                                                             |
| チーム・ペンスキー                                  | シボレー | 12  | ウィル・パワー               | 全戦                      |                                                             |

### チーム及びドライバーの変更
- ファン・パブロ・モントーヤは13年ぶりに復帰、2014年シーズンはチーム・ペンスキーからシボレーの2番車をドライブして参戦する[34]。以前のCARTでの経験からルーキーとしては扱われない。
- もう一人のコロンビア人ドライバー、前年度インディ500で2位に入賞したカルロス・ムニョスはアンドレッティ・オートスポーツからフル参戦、E.J.ヴィソに代わって同チームの4号車をドライブする[11]。
- トニー・カナーンはKVレーシング・テクノロジーからチップ・ガナッシ・レーシングに移籍した[35]。
- セバスチャン・ボーデはドラゴン・レーシングを離脱、KVレーシング・テクノロジーと2年の契約を結ぶ。ドラゴンでボーデのチームメイトだったセバスチャン・サーベドラも、2月12日にKVで再びチームメイトとなることを発表した。
- アンドレッティ・オートスポーツはホンダとの複数年契約を結ぶ[6]。
- ダリオ・フランキッティは2013年のグランプリ・オブ・ヒューストンにおけるアクシデントの後、医師からのアドバイスを受けてモータースポーツからの引退を発表した[36]。12月にトニー・カナーンはフランキッティの代わりとして10番車をドライブすることを発表した[14]。
- 2010年のフォーミュラ・ルノー3.5チャンピオン、ミハイル・アリョーシンがトリスタン・ヴォーティエに代わってサム・シュミット・モータースポーツのセカンドドライバーとしてエントリー、ロシア人ドライバーとして初めてフル参戦する[33]。
- ライアン・ブリスコーが復帰、チップ・ガナッシ・レーシングのシボレー8番車をドライブしてフル参戦する[14]。
- ドラゴン・レーシングは2014-2015フォーミュラEシーズンに参戦するため、インディカーシリーズから撤退する。
- シモーナ・デ・シルベストロはザウバーF1チームとの4シーズンに及ぶテストドライバー契約を結び、インディカーから撤退した[37]。
- パンサー・レーシングはスポンサーのナショナルガードがレイホール・レターマン・ラニガン・レーシングに乗り換えたため、2014年シーズンは参戦しない[38]。

## 開催スケジュール
2014年のスケジュールはNBCスポーツネットワークで2013年10月17日に放送された「INDYCAR Championship Preview Show」で公式に発表された。シリーズは14箇所の15コース、18戦から成る。ダブルヘッダーは3回、デトロイト、ヒューストン、トロントで行われる。500マイルレース3戦から成る「トリプルクラウン」はインディアナポリス、ポコノ、フォンタナで行われ、3戦を制したドライバーには賞金$1,000,000が、3戦中2戦を制した場合は$250,000が与えられる。
| Rd | 開催日  | レース                                                                                     | サーキット                                                    | 開催地                           | テレビ中継 |
| -- | ------- | ------------------------------------------------------------------------------------------ | ------------------------------------------------------------- | -------------------------------- | ---------- |
| 1  | 3月30日 | ファイアストン・グランプリ・オブ・セントピーターズバーグ                                   | セントピーターズバーグ市街地コース                            | フロリダ州セントピーターズバーグ | ABC        |
| 2  | 4月13日 | 第40回トヨタ・グランプリ・オブ・ロングビーチ                                               | ロングビーチ市街地コース                                      | カリフォルニア州ロングビーチ     | NBCSN      |
| 3  | 4月27日 | ホンダ・インディ・グランプリ・オブ・アラバマ                                               | バーバー・モータースポーツ・パーク                            | アラバマ州バーミングハム         | NBCSN      |
| 4  | 5月10日 | グランプリ・オブ・インディアナポリス                                                       | インディアナポリス・モーター・スピードウェイ - ロードコース   | インディアナ州スピードウェイ     | ABC        |
| 5  | 5月25日 | 第98回 インディアナポリス500マイルレース                                                   | インディアナポリス・モーター・スピードウェイ - オーバルコース | インディアナ州スピードウェイ     | ABC        |
| 6  | 5月31日 | シボレー・インディ・デュアル・イン・デトロイト・プレゼンテッド・バイ・クィッケン・ローンズ | ベル・アイル・パーク市街地コース                              | ミシガン州デトロイト             | ABC        |
| 7  | 6月1日  | シボレー・インディ・デュアル・イン・デトロイト・プレゼンテッド・バイ・クィッケン・ローンズ | ベル・アイル・パーク市街地コース                              | ミシガン州デトロイト             | ABC        |
| 8  | 6月7日  | ファイアストン600                                                                          | テキサス・モーター・スピードウェイ                            | テキサス州フォートワース         | CNBC       |
| 9  | 6月28日 | シェル・アンド・ペンゾイル・グランプリ・オブ・ヒューストン                                 | リライアント・パーク市街地コース                              | テキサス州ヒューストン           | NBCSN      |
| 10 | 6月29日 | シェル・アンド・ペンゾイル・グランプリ・オブ・ヒューストン                                 | リライアント・パーク市街地コース                              | テキサス州ヒューストン           | NBCSN      |
| 11 | 7月6日  | ポコノ・インディカー500フューエルド・バイ・サノコ                                          | ポコノ・レースウェイ                                          | ペンシルベニア州ロングポンド     | NBCSN      |
| 12 | 7月12日 | アイオワ・コーン・インディ300                                                              | アイオワ・スピードウェイ                                      | アイオワ州ニュートン             | NBCSN      |
| 13 | 7月19日 | ホンダ・インディ・トロント                                                                 | エキシビション・プレイス市街地コース                          | オンタリオ州トロント             | NBCSN      |
| 14 | 7月20日 | ホンダ・インディ・トロント                                                                 | エキシビション・プレイス市街地コース                          | オンタリオ州トロント             | NBCSN      |
| 15 | 8月3日  | ホンダ・インディ200アット・ミッドオハイオ                                                  | ミッドオハイオ・スポーツカーコース                            | オハイオ州レキシントン           | NBCSN      |
| 16 | 8月17日 | ABCサプライ・ウィスコンシン250                                                             | ミルウォーキー・マイル                                        | ウィスコンシン州ウエスト・アリス | NBCSN      |
| 17 | 8月24日 | ゴープロ・グランプリ・オブ・ソノマ                                                         | ソノマ・レースウェイ                                          | カリフォルニア州ソノマ           | NBCSN      |
| 18 | 8月30日 | MAVTV 500インディカー・ワールド・チャンピオンシップ                                        | オートクラブ・スピードウェイ                                  | カリフォルニア州フォンタナ       | NBCSN      |

- インディ500・ポコノ・オートクラブでの3レースは「ファジーズ・ウルトラ・プレミアム・ウォッカ・トリプルクラウン」として開催。

### カレンダーの変更
- ポコノ戦は2013年は400マイルであったが、500マイルに拡大された[45]。
- テキサス戦は過去7年間550kmで争われたが、600kmに拡大された[46]。
- インディアナポリス・モーター・スピードウェイのロードコースはF1のアメリカグランプリ（2000年 - 2007年）と、現在はMotoGPのレッドブル・インディアナポリスグランプリで使用されているが、2014年のインディ500のウィークエンドイベントの一環として5月10日の土曜日に第4戦の決勝が行われる[47]。レースはF1のロードコースを改変した物で、オーバルコースの周囲、2.434-マイル (3.917 km)の距離を時計回りに周回する。レースはまたスタンディングスタートで行われる。インディ500のオープニングデープラクティスは5月11日の日曜日に行われる.[48]。
- アイオワ・スピードウェイは300ラップのイベントとして復活する[49]。
- ボルチモア市街地コースでのイベントは2014年と2015年はスケジュールの重複のため開催されない[50]。
- ミルウォーキー・マイルが復活する。
- サンパウロ・インディ300はカレンダー落ちした。

## シリーズの変更
- 2013年までシリーズの冠スポンサーであったアイゾッドがスポンサーを取りやめた[51]。2014年3月14日、インディカーはベライゾン・ワイヤレスがシリーズの新たな冠スポンサーになることを発表した。

## レース結果
| Rd. | レース                 | ポールポジション           | ファステストラップ         | 最多ラップリード           | 優勝                       | 優勝                                       | 優勝               | レポート |
| Rd. | レース                 | ポールポジション           | ファステストラップ         | 最多ラップリード           | ドライバー                 | チーム                                     | マニファクチャラー | レポート |
| --- | ---------------------- | -------------------------- | -------------------------- | -------------------------- | -------------------------- | ------------------------------------------ | ------------------ | -------- |
| 1   | セントピーターズバーグ | 佐藤琢磨                   | ウィル・パワー             | ウィル・パワー             | ウィル・パワー             | チーム・ペンスキー                         | シボレー           | 詳細     |
| 2   | ロングビーチ           | ライアン・ハンター＝レイ   | エリオ・カストロネベス     | ライアン・ハンター＝レイ   | マイク・コンウェイ         | エド・カーペンター・レーシング             | シボレー           | 詳細     |
| 3   | バーミングハム         | ウィル・パワー             | スコット・ディクソン       | ライアン・ハンター＝レイ   | ライアン・ハンター＝レイ   | アンドレッティ・オートスポーツ             | ホンダ             | 詳細     |
| 4   | インディアナポリスGP   | セバスチャン・サーベドラ   | スコット・ディクソン       | ジャック・ホークワース     | サイモン・パジェノ         | シュミット・ピーターソン・モータースポーツ | ホンダ             | 詳細     |
| 5   | インディ500            | エド・カーペンター         | ファン・パブロ・モントーヤ | ライアン・ハンター＝レイ   | ライアン・ハンター＝レイ   | アンドレッティ・オートスポーツ             | ホンダ             | 詳細     |
| 6   | デトロイト1            | エリオ・カストロネベス     | グラハム・レイホール       | エリオ・カストロネベス     | ウィル・パワー             | チーム・ペンスキー                         | シボレー           | 詳細     |
| 7   | デトロイト2            | 佐藤琢磨                   | スコット・ディクソン       | エリオ・カストロネベス     | エリオ・カストロネベス     | チーム・ペンスキー                         | シボレー           | 詳細     |
| 8   | テキサス               | ウィル・パワー             | トニー・カナーン           | ウィル・パワー             | エド・カーペンター         | エド・カーペンター・レーシング             | シボレー           | 詳細     |
| 9   | ヒューストン1          | サイモン・パジェノ         | サイモン・パジェノ         | ジェームズ・ヒンチクリフ   | カルロス・ウエルタス       | デイル・コイン・レーシング                 | ホンダ             | 詳細     |
| 10  | ヒューストン2          | エリオ・カストロネベス     | サイモン・パジェノ         | エリオ・カストロネベス     | サイモン・パジェノ         | シュミット・ピーターソン・モータースポーツ | ホンダ             | 詳細     |
| 11  | ポコノ                 | ファン・パブロ・モントーヤ | ライアン・ブリスコー       | トニー・カナーン           | ファン・パブロ・モントーヤ | チーム・ペンスキー                         | シボレー           | 詳細     |
| 12  | アイオワ               | スコット・ディクソン       | ジョセフ・ニューガーデン   | トニー・カナーン           | ライアン・ハンター＝レイ   | アンドレッティ・オートスポーツ             | ホンダ             | 詳細     |
| 13  | トロント1              | セバスチャン・ボーデ       | サイモン・パジェノ         | セバスチャン・ボーデ       | セバスチャン・ボーデ       | KVレーシング・テクノロジー                 | シボレー           | 詳細     |
| 14  | トロント2              | エリオ・カストロネベス     | ファン・パブロ・モントーヤ | エリオ・カストロネベス     | マイク・コンウェイ         | エド・カーペンター・レーシング             | シボレー           | 詳細     |
| 15  | ミッドオハイオ         | セバスチャン・ボーデ       | エリオ・カストロネベス     | スコット・ディクソン       | スコット・ディクソン       | チップ・ガナッシ・レーシング               | シボレー           | 詳細     |
| 16  | ミルウォーキー         | ウィル・パワー             | ジョセフ・ニューガーデン   | ウィル・パワー             | ウィル・パワー             | チーム・ペンスキー                         | シボレー           | 詳細     |
| 17  | ソノマ                 | ウィル・パワー             | エリオ・カストロネベス     | ウィル・パワー             | スコット・ディクソン       | チップ・ガナッシ・レーシング               | シボレー           | 詳細     |
| 18  | フォンタナ             | エリオ・カストロネベス     | ウィル・パワー             | ファン・パブロ・モントーヤ | トニー・カナーン           | チップ・ガナッシ・レーシング               | シボレー           | 詳細     |

## レース概要

### ラウンド1: セントピーターズバーグ
82周目に再スタートが行われ、メインストレッチでは「アコーディオン効果」が起き、グリーンフラッグが提示されるとトップのウィル・パワーがそのままレースを制した。マルコ・アンドレッティとルーキーのジャック・ホークワースが接触し、バリアに突っ込んでクラッシュした。
パワーが最多ラップリードを達成、ライアン・ハンター＝レイを抑えて勝利した。ポールシッターの佐藤琢磨は6位でフィニッシュした。

### ラウンド2: ロングビーチ
56ラップ目に6台を巻き込む衝突が発生し、その中には1位、2位、3位が含まれていた。グリーフラッグ中のピットストップで、ジョセフ・ニューガーデンがトップに立つ。ライアン・ハンター＝レイ、ジェームズ・ヒンチクリフ、ウィル・パワーがテールトゥノーズで2-3-4位を争う。ニューガーデンがピットストップを完了し、ハンター＝レイの直前でコース復帰、瞬間的にトップを握った。ターン4でハンター＝レイがトップを狙って仕掛けるが、ニューガーデンに接触、両者とも壁にぶつかった。他の3台も大きな混乱でトラックをふさがれ、ヒンチクリフもリタイアした。
レース後半でスコット・ディクソンがトップに立ち、マイク・コンウェイとパワーが僅差で続いた。ディクソンは燃料切れで2周を残してピットイン、コンウェイがパワーを従えロングビーチでの2度目の勝利を挙げた。

### ラウンド3: バーバー
豪雨と雷のためスタートが遅れる。ウィル・パワーがトップでスタートし、15ラップ目まで首位をキープするが、16ラップ目にターン5のヘアピンでスピン、ライアン・ハンター＝レイが首位に立つ。ハンター＝レイは69周の内40周でトップに立ち、今シーズンの初勝利を挙げた。
スタート時刻が送れたため、レースは100分間に変更されたが、ルーキーのミカエル・アレシンがトラックで破片を踏んでタイヤバリアにクラッシュ、コーション下でレースは終了した。

### ラウンド4: インディアナポリスGP
インディアナポリスの5月はロードコースで行われる恒例のインディアナポリスGPで始まった。レースはスタンディングスタートで行われ、ポールシッターのセバスチャン・サーベドラがストールした。大クラッシュが発生してサーベドラ、カルロス・ムニョス、ミカエル・アレシンが巻き込まれ、フロントストレートとピットエリアに破片がまき散らされた。
レース後半でサイモン・パジェノがライアン・ハンター＝レイを従え首位を走行する。両者共に燃料が僅かで、どうにかフィニッシュまで持たせようとしていた。ピットで給油を終えたエリオ・カストロネベスが首位を狙ってアタックしたが、パジェノはこれを退け、ハンター＝レイ、カストロネベスを抑えてレースを制した。パジェノ車はクールダウン中に燃料切れとなった。

### ラウンド5: 第98回インディ500
第98回インディアナポリス500マイルレースはエド・カーペンターがポールポジションを獲得した。
レースはスタートから149周目まで何事も無く進む。チャーリー・キンボールとスコット・ディクソンがそれぞれ単独クラッシュし、ジェームズ・ヒンチクリフとエド・カーペンターは再スタート時に苦戦した。タウンゼント・ベルがクラッシュ、9周を残してレッドフラッグが提示された。再スタート後はライアン・ハンター＝レイとエリオ・カストロネベスがトップを争い、僅差でマルコ・アンドレッティが続いた。結局ハンター＝レイが0.06秒差で勝利したが、これはインディ500史上最も僅差での勝利となった。

### ラウンド6: デトロイト（土）
残り11周でウィル・パワーがトップに立ち、グラハム・レイホールは最後の10周を勝利のため持ちこたえたが、パワーがレースを制した。インディ500の勝者、ライアン・ハンター＝レイは最終周でスピン、タイヤバリアに突っ込み16位となった。

### ラウンド7: デトロイト（日）
デトロイトの第2戦はエリオ・カストロネベスが勝利し、チーム・ペンスキーがデトロイトの週末を制した。ウィル・パワーはピットスルーのペナルティを受けてから猛チャージ、2位に入った。前日スピンしたライアン・ハンター＝レイは電気系トラブルでリタイア、報われない週末となった。

## ポイントランキング

### ドライバー
| 1    | ウィル・パワー             | 1*  | 2   | 5   | 8   | 3    | 8   | 1   | 2   | 2*  | 14  | 11  | 10  | 14  | 9   | 3    | 6   | 1*  | 10* | 9   | 671      |
| 2    | エリオ・カストロネベス     | 3   | 11  | 19  | 3   | 4    | 2   | 5*  | 1*  | 8   | 9   | 21* | 2   | 8   | 2   | 12*1 | 19  | 11  | 18  | 14  | 609      |
| 3    | スコット・ディクソン       | 4   | 12  | 3   | 15  | 11   | 29  | 11  | 4   | 5   | 19  | 18  | 5   | 4   | 5   | 7    | 1*  | 4   | 1   | 2   | 604      |
| 4    | ファン・パブロ・モントーヤ | 15  | 4   | 21  | 16  | 10   | 5   | 12  | 13  | 3   | 2   | 7   | 1   | 16  | 18  | 19   | 11  | 2   | 5   | 4*  | 586      |
| 5    | サイモン・パジェノ         | 5   | 5   | 4   | 1   | 5    | 12  | 22  | 6   | 4   | 16  | 1   | 6   | 11  | 4   | 22   | 9   | 7   | 3   | 20  | 565      |
| 6    | ライアン・ハンター＝レイ   | 2   | 20* | 1*  | 2   | 19   | 1*  | 16  | 19  | 19  | 7   | 6   | 18  | 1   | 21  | 14   | 10  | 21  | 2   | 16  | 563      |
| 7    | トニー・カナーン           | 6   | 18  | 9   | 10  | 16   | 26  | 3   | 9   | 6   | 13  | 10  | 11* | 3*  | 3   | 2    | 21  | 3   | 13  | 1   | 544      |
| 8    | カルロス・ムニョス         | 17  | 3   | 23  | 24  | 7    | 4   | 7   | 8   | 13  | 3   | 22  | 3   | 12  | 17  | 17   | 4   | 22  | 19  | 8   | 483      |
| 9    | マルコ・アンドレッティ     | 22  | 8   | 2   | 14  | 6    | 3   | 10  | 16  | 22  | 8   | 9   | 9   | 18  | 16  | 8    | 22  | 13  | 8   | 11  | 463      |
| 10   | セバスチャン・ボーデ       | 13  | 14  | 15  | 4   | 17   | 7   | 13  | 20  | 20  | 4   | 5   | 16  | 19  | 1*  | 9    | 2   | 12  | 11  | 18  | 461      |
| 11   | ライアン・ブリスコー       | 10  | 17  | 11  | 6   | 30   | 18  | 15  | 10  | 9   | 12  | 8   | 4   | 9   | 12  | 11   | 8   | 6   | 17  | 7   | 461      |
| 12   | ジェームズ・ヒンチクリフ   | 19  | 21  | 7   | 20  | 2    | 28  | 6   | 5   | 14  | 5*  | 14  | 12  | 6   | 8   | 18   | 3   | 19  | 12  | 5   | 456      |
| 13   | ジョセフ・ニューガーデン   | 9   | 19  | 8   | 17  | 8    | 30  | 20  | 17  | 11  | 20  | 20  | 8   | 2   | 20  | 13   | 12  | 5   | 6   | 10  | 406      |
| 14   | チャーリー・キンボール     | 20  | 23  | 10  | 5   | 26   | 31  | 9   | 3   | 10  | 18  | 4   | 17  | 10  | 7   | 4    | 7   | 16  | 21  | 12  | 402      |
| 15   | ジャスティン・ウィルソン   | 8   | 16  | 6   | 11  | 14   | 22  | 4   | 12  | 21  | 10  | 12  | 14  | 13  | 10  | 10   | 15  | 17  | 9   | 13  | 395      |
| 16   | ミハイル・アリョーシン     | 12  | 6   | 22  | 25  | 15   | 21  | 17  | 7   | 7   | 23  | 2   | 7   | 21  | 11  | 23   | 14  | 8   | 7   | DNS | 372      |
| 17   | ジャック・ホークワース     | 21  | 15  | 12  | 7*  | 13   | 20  | 19  | 14  | 15  | 6   | 3   | DNS | 15  | 13  | 6    | 16  | 10  | 15  | 15  | 366      |
| 18   | 佐藤琢磨                   | 7   | 22  | 13  | 9   | 23   | 19  | 18  | 18  | 18  | 22  | 19  | 21  | 22  | 23  | 5    | 18  | 15  | 4   | 6   | 350      |
| 19   | グラハム・レイホール       | 14  | 13  | 17  | 21  | 20   | 33  | 2   | 21  | 12  | 11  | 16  | 19  | 7   | 6   | 20   | 5   | 14  | 20  | 19  | 345      |
| 20   | カルロス・ウエルタス       | 18  | 10  | 16  | 13  | 21   | 17  | 8   | 15  | 16  | 1   | 23  | 20  | 20  | 14  | 15   | 17  | 20  | 22  | 21  | 314      |
| 21   | セバスチャン・サーベドラ   | 11  | 9   | 18  | 23  | 32   | 15  | 14  | 22  | 17  | 15  | 17  | 15  | 17  | 19  | 21   | 20  | 18  | 16  | 17  | 291      |
| 22   | エド・カーペンター         |     |     |     |     | 1    | 27  |     |     | 1   |     |     | 13  | 5   |     |      |     | 9   |     | 3   | 262      |
| 23   | マイク・コンウェイ         | 16  | 1   | 14  | 19  |      |     | 21  | 11  |     | 17  | 13  |     |     | 15  | 1    | 13  |     | 14  |     | 252      |
| 24   | オリオール・セルビア       |     | 7   | 20  | 12  | 18   | 11  |     |     |     |     |     |     |     |     |      |     |     |     |     | 88       |
| 25   | カート・ブッシュ           |     |     |     |     | 12   | 6   |     |     |     |     |     |     |     |     |      |     |     |     |     | 80       |
| 26   | J.R.ヒルデブランド         |     |     |     |     | 9    | 10  |     |     |     |     |     |     |     |     |      |     |     |     |     | 66       |
| 27   | セージ・カラム             |     |     |     |     | 31   | 9   |     |     |     |     |     |     |     |     |      |     |     |     |     | 57       |
| 28   | ルカ・フィリッピ           |     |     |     |     |      |     |     |     |     | 21  | 15  |     |     | 22  | 16   |     |     |     |     | 46       |
| 29   | ジェームズ・ディヴィソン   |     |     |     |     | 28   | 16  |     |     |     |     |     |     |     |     |      |     |     |     |     | 34       |
| 30   | ジャック・ヴィルヌーヴ     |     |     |     |     | 27   | 14  |     |     |     |     |     |     |     |     |      |     |     |     |     | 29       |
| 31   | アレックス・タグリアーニ   |     |     |     |     | 24   | 13  |     |     |     |     |     |     |     |     |      |     |     |     |     | 28       |
| 32   | タウンゼント・ベル         |     |     |     |     | 25   | 25  |     |     |     |     |     |     |     |     |      |     |     |     |     | 22       |
| 33   | ピッパ・マン               |     |     |     |     | 22   | 24  |     |     |     |     |     |     |     |     |      |     |     |     |     | 21       |
| 34   | マーティン・プロウマン     |     |     |     | 18  | 29   | 23  |     |     |     |     |     |     |     |     |      |     |     |     |     | 18       |
| 35   | バディ・ラジアー           |     |     |     |     | 33   | 32  |     |     |     |     |     |     |     |     |      |     |     |     |     | 11       |
| 36   | フランク・モンタニー       |     |     |     | 22  |      |     |     |     |     |     |     |     |     |     |      |     |     |     |     | 8        |
| 順位 | ドライバー                 | STP | LBH | ALA | IMS | QL   | 500 | DET | DET | TEX | HOU | HOU | POC | IOW | TOR | TOR  | MDO | MIL | SNM | FON | ポイント |
| 順位 | ドライバー                 | STP | LBH | ALA | IMS | INDY |     | DET | DET | TEX | HOU | HOU | POC | IOW | TOR | TOR  | MDO | MIL | SNM | FON | ポイント |

| 色     | 結果               |
| ------ | ------------------ |
| 金色   | 優勝               |
| 銀色   | 2位                |
| 銅色   | 3位                |
| 緑     | 4位・5位           |
| 水色   | 6位-10位           |
| 青灰色 | 完走 （11位以下）  |
| 紫     | 完走せず           |
| 赤     | 予選落ち (DNQ)     |
| 茶     | 撤退 (Wth)         |
| 黒     | 失格 (DSQ)         |
| 白     | スタートせず (DNS) |
| 白     | レース中止 (C)     |
| 空欄   | エントリーせず     |

| 注釈など                   |                                                                                               |
| 太字                       | ポールポジション （1ポイント） インディ500を除く                                              |
| 斜体                       | ファステストラップ                                                                            |
| *                          | 最多リードラップ （2ポイント）                                                                |
| DNS                        | Any driver who qualifies but does not start (DNS), earns half the points had they taken part. |
| 1                          | 予選キャンセル ボーナスポイント無し                                                           |
| ルーキー・オブ・ザ・イヤー |                                                                                               |
| ルーキー                   |                                                                                               |

ポイントは以下が与えられる：
| 順位                     | 1   | 2  | 3  | 4  | 5  | 6  | 7  | 8  | 9  | 10 | 11 | 12 | 13 | 14 | 15 | 16 | 17 | 18 | 19 | 20 | 21 | 22 | 23 | 24 | 25 | 26 | 27 | 28 | 29 | 30 | 31 | 32 | 33 |
| ------------------------ | --- | -- | -- | -- | -- | -- | -- | -- | -- | -- | -- | -- | -- | -- | -- | -- | -- | -- | -- | -- | -- | -- | -- | -- | -- | -- | -- | -- | -- | -- | -- | -- | -- |
| ポイント                 | 50  | 40 | 35 | 32 | 30 | 28 | 26 | 24 | 22 | 20 | 19 | 18 | 17 | 16 | 15 | 14 | 13 | 12 | 11 | 10 | 9  | 8  | 7  | 6  | 5  | 5  | 5  | 5  | 5  | 5  | 5  | 5  | 5  |
| トリプルクラウンポイント | 100 | 80 | 70 | 64 | 60 | 56 | 52 | 48 | 44 | 40 | 38 | 36 | 34 | 32 | 30 | 28 | 26 | 24 | 22 | 20 | 18 | 16 | 14 | 12 | 10 | 10 | 10 | 10 | 10 | 10 | 10 | 10 | 10 |
| インディ500予選ポイント  | 33  | 32 | 31 | 30 | 29 | 28 | 27 | 26 | 25 | 24 | 23 | 22 | 21 | 20 | 19 | 18 | 17 | 16 | 15 | 14 | 13 | 12 | 11 | 10 | 9  | 8  | 7  | 6  | 5  | 4  | 3  | 2  | 1  |
| インディ500上位9名       | 9   | 8  | 7  | 6  | 5  | 4  | 3  | 2  | 1  |    |    |    |    |    |    |    |    |    |    |    |    |    |    |    |    |    |    |    |    |    |    |    |    |

- レースの間に少なくとも1ラップをリードしたドライバーに1ポイントが与えられる。最多ラップリードを記録したドライバーには更に2ポイントが与えられる。
- インディ500以外のレースでポールポジションを獲得したドライバーには1ポイントが与えられる。
- エンジンを交換した場合、10ポイントが減点される。
- 同ポイントの場合ランキングは勝利数、2位入賞数、3位入賞数・・・で比べられる。入賞数も同じ場合はポールポジション獲得数、予選タイム数、予選順位数、その他で比較される。

### マニファクチャラー
| 1    | シボレー           | 122* | 125 | 69   | 100 | 115  | 146  | 122* | 162* | 161* | 72   | 66* | 311* | 103* | 160* | 162* | 95* | 164* | 88* | 323* | 140      | 70         | 2736     |
| 2    | ホンダ             | 72   | 70* | 127* | 97* | 75   | 241* | 75   | 36   | 32   | 123* | 127 | 71   | 91   | 33   | 32   | 103 | 30   | 110 | 63   | 80       | 140        | 1548     |
| 順位 | マニファクチャラー | STP  | LBH | ALA  | IMS | QL   | 500  | DET  | DET  | TEX  | HOU  | HOU | POC  | IOW  | TOR  | TOR  | MDO | MIL  | SNM | FON  | ボーナス | ペナルティ | ポイント |
| 順位 | マニファクチャラー | STP  | LBH | ALA  | IMS | INDY |      | DET  | DET  | TEX  | HOU  | HOU | POC  | IOW  | TOR  | TOR  | MDO | MIL  | SNM | FON  | ボーナス | ペナルティ | ポイント |

ポイントは以下が与えられる：
| 順位                     | 1   | 2  | 3  | 4  | 5  |
| ------------------------ | --- | -- | -- | -- | -- |
| ポイント                 | 50  | 40 | 35 | 32 | 30 |
| トリプルクラウンポイント | 100 | 80 | 70 | 64 | 60 |
| インディ500予選ポイント  | 33  | 32 | 31 | 30 | 29 |
| インディ500上位9名       | 9   | 8  | 7  | 6  | 5  |

- 各マニファクチャラーのポイントはドライバーそれぞれに割り当てられた4台のエンジンの内一つを使用していれば、決勝/予選でトップ5に入った場合、計算される。
- レースの間に少なくとも1ラップをリードしたドライバーの搭載エンジンマニファクチャラーに1ポイントが与えられる。最多ラップリードを記録したドライバーの搭載エンジンマニファクチャラーには更に2ポイントが与えられる。
- インディ500以外のレースでポールポジションを獲得したドライバーの搭載エンジンマニファクチャラーには1ポイントが与えられる。
- 各マニファクチャラーは2500マイルに達した場合10ポイントが与えられる。2500マイルに達しない場合または規定のエンジン4基以上を使用した場合、10ポイントが減点される。
- 同ポイントの場合ランキングは勝利数、2位入賞数、3位入賞数・・・で比べられる。入賞数も同じ場合はポールポジション獲得数、予選タイム数、予選順位数、その他で比較される。

## 参照
1. ↑  “New entitlement partner drives innovation, tech”. IndyCar Series (IndyCar). (2014年3月14日) 2014年3月14日閲覧。
2. ↑  “Firestone to remain tire supplier through 2018”.   IndyCar.com (2012年12月21日). 2012年12月21日閲覧。
3. ↑  Pruett, Marshall (2013年7月26日). “INSIGHT: IndyCar silly season update”.   Racer.com. 2013年9月27日閲覧。
4. ↑  “Takuma Sato and A.J. Foyt: A Winning Combination”. Auto Week (2013年12月17日). 2013年12月17日閲覧。
5. ↑  “Martin Plowman Is Set to Drive the Indy Double”. foytracing.com (2014年2月17日). 2014年2月17日閲覧。
6. 1 2  Olson, Jeff (2013年10月19日). “Andretti resigns Hinchcliffe, will switch to Honda”. USA Today 2013年10月20日閲覧。
7. ↑  “Andretti Autosport re-signs Marco Andretti”. Auto Week (2013年10月18日). 2013年10月18日閲覧。
8. ↑  “Montagny joins Andretti team for GP of Indy”. IndyCar Series.   indycar.com (2014年4月23日). 2014年4月23日閲覧。
9. ↑  Spencer, Lee (2014年3月4日). “Kurt Busch set for Indy 500 with Andretti Autosport”. racer.com (Racer.com) 2014年3月4日閲覧。
10. ↑  “Andretti Autosport confirms James Hinchcliffe return with new sponsor”. Racer (2013年10月19日). 2013年10月19日閲覧。
11. 1 2  Lewandowski, Dave (2013年11月18日). “Munoz joins Andretti; starts with Sebring test”. IndyCar Series (IndyCar) 2013年11月23日閲覧。
12. ↑  “Jack Hawksworth to Drive for BHA in 2014”. Bryan Herta Autosport (Exact Target). (2014年3月5日) 2014年3月5日閲覧。
13. ↑  “Chevrolet and Chip Ganassi Racing teams partner in IndyCar Series for 2014”. Motorsport.   motorsport.com (2013年10月4日). 2013年10月4日閲覧。
14. 1 2 3 4  Lewandowski, Dave (2013年12月13日). “Briscoe rejoins Ganassi team for full '14 season”. IndyCar Series.   indycar.com. 2013年12月13日閲覧。
15. ↑  “To run history-laden No. 1 or not is the question”. Indycar.   indycar.com (2013年10月24日). 2013年10月25日閲覧。
16. ↑  “El Colombiano Carlos Huertas competirá con Dale Coyne Racing, por ahora seràn CIrcuitos4”.   Racer. 2014年3月25日閲覧。
17. ↑  “Q&A with Justin Wilson on IndyCar, Rolex 24”.   Racer. 2014年1月23日閲覧。
18. ↑  IndyCar Series (2014年5月1日). “Mann's Pink '500' Platform Will Benefit Susan G. Komen”.  Indianapolis Motor Speedway. 2014年5月1日閲覧。
19. ↑  DiZinno, Tony (2014年4月29日). “Sage Karam confirmed for Indianapolis 500; CGR with DRR Kingdom Racing”. MotorSportsTalk (NBC Sports) 2014年5月5日閲覧。
20. ↑  Lewandowski, Dave (2014年4月29日). “Karam To Make Indy 500 Debut With Ganassi Team”. IndyCar Series.   indycar.com. 2014年4月29日閲覧。
21. ↑  “Mike Conway completes successful two day Sebring test in his first ECR Chevrolet drive”. Motorsport.com.   GMM (2013年11月20日). 2013年11月20日閲覧。
22. ↑  “Conway joins Carpenter team for roads/streets”. IndyCar Series.   IndyCar.com (2013年11月11日). 2013年11月11日閲覧。
23. ↑  Lewandowski, Dave (2014年3月20日). “Hildebrand to run in '500;' joins Carpenter team”. IndyCar Series (IndyCar) 2014年3月20日閲覧。
24. ↑  Cavin, Curt (2014年4月12日). “Townsend Bell back in Indy 500; Reinbold and Hamilton working together”. The Indianapolis Star 2014年4月12日閲覧。
25. ↑  “SEBASTIEN BOURDAIS TO RUN 2014-2015 INDYCAR SEASONS WITH KVSH RACING” (2013年10月17日). 2013年10月17日閲覧。
26. ↑  Lewandowski, Dave (2014年2月12日). “Sebs reunited: Saavedra to drive KV AFS Racing entry”. 2014年2月12日閲覧。
27. ↑  Cavin, Curt (2014年5月5日). “James Davison gives Indianapolis 500 full 33-car field”. The Indianapolis Star (Karen Crotchfelt; Gannett Company) 2014年5月5日閲覧。
28. ↑  “Lazier Partners Racing enters Indianapolis 500 with '96 winner Buddy Lazier behind the wheel”. IndyCar Series (IndyCar). (2014年4月10日) 2014年4月10日閲覧。
29. ↑  Fryer, Jenna (2014年3月5日). “Servia to run at least 4 races in 2nd Rahal car”. AP Sports (Associated Press) 2014年3月5日閲覧。
30. ↑  “RLL adds Filippi for Houston, Toronto races”. IndyCar Series (IndyCar). (2014年6月12日) 2014年6月12日閲覧。
31. ↑  “Tagliani To Drive Second Indy 500 Car For Sarah Fisher Hartman Racing”. Sarah Fisher Hartman Racing. (2014年3月13日) 2014年3月13日閲覧。
32. ↑  http://racer.com/index.php/indycar/item/101413-indycar-jacques-villeneuve-to-return-to-indy-500-with-schmidt-peterson-motorsports
33. 1 2 3  Lewandowski, Dave (2013年11月22日). “Aleshin to drive for SPM; first Russian in series”. IndyCar Series (IndyCar) 2013年11月23日閲覧。
34. 1 2 3 4  “Montoya to Join Team Penske in 2014”. Penske Racing (2013年9月16日). 2013年9月16日閲覧。
35. ↑  “Chip Ganassi Racing Teams sign Tony Kanaan for 2014 IndyCar series season”. Motorsport.   motorsport.com (2013年10月4日). 2013年10月4日閲覧。
36. ↑  Lewandowski, Dave (2013年11月14日). “Four-time champ Franchitti announces his retirement”. IndyCar Series.   indycar.com. 2013年11月14日閲覧。
37. ↑  “Sauber Names Simona De Silvestro Affiliated Driver”. ABC News (2014年2月14日). 2014年2月14日閲覧。
38. ↑  “A look at the 2014 IndyCar grid”. ESPN (2014年3月26日). 2014年3月28日閲覧。
39. ↑  Lewandowski, Dave (2013年10月14日). “2014 IndyCar Series schedule unveil on 'INDYCAR Championship Preview Show' at 8 p.m. (ET) Oct. 17 on NBC Sports Network”.  IndyCar Series. 2013年10月14日閲覧。
40. ↑  Lewandowski, Dave (2013年10月17日). “Eighteen races highlight IndyCar Series schedule”.  IndyCar Series. 2013年10月17日閲覧。
41. ↑  DiZinno, Tony (2013年10月1日). “Grand Prix of Indianapolis set for May 10, 2014 on revised course”.  NBC Sports. 2013年10月1日閲覧。
42. ↑  “IndyCar Road Race May 8-10 At IMS To Elevate Month Of May Action”. Indianapolis Motor Speedway (2013年10月1日). 2013年10月1日閲覧。
43. ↑  “13 races, two doubleheaders & new additions to broadcast team highlight NBC Sports Group's 2014 Verizon IndyCar Series coverage”. NBC Sports (NBC). (2014年4月1日) 2014年4月7日閲覧。
44. ↑  “ABC Supply Co. steps up for Milwaukee IndyFest, which moves to August”. Tony DiZinno.  NBC Sports (2013年10月16日). 2013年10月17日閲覧。
45. ↑  Robin, Miller. “IndyCars 2014 schedule takes shape”.   Racer.com. 2013年8月20日閲覧。
46. ↑  Lewandowski, Dave (2013年9月23日). “Fans to get more mileage out of 2014 race at TMS”.  IndyCar Series. 2013年9月24日閲覧。
47. ↑  “Board approves Indianapolis Motor Speedway road course event for May 2014”.  IndyCar Series (2013年9月26日). 2013年9月26日閲覧。
48. ↑  Cavin, Curt (2013年10月1日). “IndyCar officials provide details for revised 2.434-mile IMS road course”.   IndyStar. 2013年10月1日閲覧。
49. ↑  “IndyCar head Mark Miles says series will return to Iowa in 2014”. Autoweek (2013年6月23日). 2013年9月27日閲覧。
50. ↑  Dance, Scott (2013年9月13日). “Grand Prix of Baltimore canceled through 2015, and likely beyond”. The Baltimore Sun 2013年9月13日閲覧。
51. ↑  “Izod dropping IndyCar Series sponsorship”. Indianapolis Business Journal. (2013年9月27日) 2013年9月27日閲覧。